# Claire Lavogez
Claire Lavogez és una centrecampista de futbol internacional des del 2014 per França, amb la qual ha jugat un Mundial i uns Jocs Olímpics, arribant als quarts de final en totes dues competicions. Amb la selecció va guanyar el Baló de Bronze al Mundial sub-20 2014, on França va ser tercera.
Actualment juga al Olympique Lió, amb el qual ha guanyat la Lliga de Campions.

## Trajectòria
| Temporades    | Club               | Títols                               |
| ------------- | ------------------ | ------------------------------------ |
| 09/10         | US Gravelines      |                                      |
| 10/11         | FCF Hénin-Beaumont |                                      |
| 11/12 - 14/15 | Montpellier HSC    |                                      |
| 15/16 - act.  | Olympique Lió      | 1 Lliga de Campions, 1 Lliga, 1 Copa |